# سایروس پالونجی میستری
سایروس پالونجی میستری (به انگلیسی: Cyrus Pallonji Mistry) (زاده ۴ ژوئیه ۱۹۶۸) کارآفرین، سرمایه‌دار و مدیر ارشد اجرایی هندی-ایرلندی است، وی از پارسیان هند می‌باشد، که اکنون به‌عنوان رییس هیئت مدیره شرکت‌های تاتا موتورز، گروه تاتا، جگوار لندرور، جگوار کارز، تاتا استیل، خدمات مشاوره تاتا و تاتا پاور فعالیت می‌نماید. وی فرزند پالونجی میستری است و از اعضای خانواده تاتا بشمار می‌آید.